# Аллегретти, Марио
Ма́рио Аллегре́тти (итал. Mario Allegretti; 6 сентября 1919 — 10 апреля 1945) — итальянский офицер, танкист, участник Движения Сопротивления в Италии во время Второй мировой войны. Кавалер высшей награды Италии за подвиг на поле боя — золотой медали «За воинскую доблесть» (1945, посмертно).

## Биография
Родился 6 сентября 1919 года в коммуне Виньола, Королевство Италия. Окончил среднюю школу и университет по специальности юриспруденция в Модене.
Вскоре после того, как правительство Бадольо объявило нейтралитет Италии во Второй мировой войне, старший лейтенант Марио Аллегретти, служивший в 33-м танковом полку (Парма), перешёл на сторону сопротивления. К июню 1944 года Марио Аллегретти — активный участник партизанского движения в районах Монтефьорино, Оспиталетто и Пьяноро. За свою храбрость был назначен командиром отряда «Italia libera», а с ноября — командиром 34-й партизанской бригады «Monte Santa Giulia».
10 апреля 1945 года погиб в бою с немецкими войсками в округе Сальтино коммуны Приньяно-сулла-Секкья.

Непреклонный боец, организатор освободительной борьбы, в течение долгих месяцев тяжёлой партизанской войны был всегда во главе своей бригады, являясь постоянным примером исключительной храбрости. Во время ожесточённых оборонительных боёв в районе горы Monte Santa Giulia, смело пробрался к позициям противника и своим огнём заставил замолчать два пулемёта. Атакуя третью огневую точку, был смертельно ранен и погиб с возгласом: «Да здравствует Италия!». Яркий пример героизма и страстной любви к родине.
Сальтино, Приньяно-сулла-Секкья, 10 апреля 1945.
Оригинальный текст (итал.)Combattente di tempra adamantina, promotore ed animatore della lotta di liberazione, in lunghi mesi di dura guerra partigiana, sempre alla testa della sua Brigata, dava costante prova di eccezionale ardimento. Durante l’aspra battaglia per la difesa di Monte Santa Giulia, si infiltrava audacemente fra le linee nemiche e, dopo avere col fuoco del suo mitra ridotto al silenzio due postazioni di armi automatiche, mentre ne attaccava un’altra, cadeva mortalmente colpito gridando « Viva l’Italia! ». Fulgido esempio di sublime eroismo e di ardente amor di Patria.

Saltino sul Secchia, 10 aprile 1945.
— Из представления к награде
Посмертно награждён золотой медалью «За воинскую доблесть».

## Награды
- Золотая медаль «За воинскую доблесть» (1945, посмертно)

## Память
В честь Марио Аллегретти названа средняя школа в коммуне Виньола, в 1995 году в округе Сальтино коммуны Приньяно-сулла-Секкья установлен памятник.